# Oil Tycoon 2
Oil Tycoon 2 is een bedrijfssimulatiespel, waarbij je moet proberen een zo groot mogelijk olie-imperium op te bouwen. Dit spel is in 3D vorm. De slogan luidt: A Legend Returns (Een legende komt terug).

## Speelwijze
In het spel is het de bedoeling om zo veel mogelijk olie te produceren vanuit zo veel mogelijke plaatsen. Hierbij vaart een boot de olie naar een havenplaats. Verder is het de bedoeling dat je andere concurrenten in de oliewereld op achterstand zet en voorblijft. Het spel loopt erg lang door qua tijd, vanaf het begin van de 20e eeuw tot nu.
Het spel bevat verschillende scenario's, onder andere:
- Free Play (De speler heeft een geld limiet, maar geen andere obstakels)
- World Wars (De oorlogen met je bedrijf overleven, ondanks de lage olieprijs)
- Lenin's Death (na de dood van Lenin een imperium opbouwen)
- Rockefeller's Grandchildren (Speelt zich ongeveer in deze tijd af)

Ook is het mogelijk om multiplayer te spelen (maximaal 6 spelers).
Het is ook mogelijk om aardbevingen etc. te krijgen en er zijn ook echte simulaties van steden.

## Steden
- Anchorage
- Antofagasta
- Tampico
- Houston
- New Orleans
- Caracas
- São Paulo
- Durban
- Port Harcourt
- Singapore
- Tokio
- Rotterdam
- Sint-Petersburg
- Marseille
- Algiers
- Tunis
- Tripoli
- Alexandrië
- Basra
- Kuweit
- Doha
- Karachi
- Abu Dhabi